# Le Pla
Le Pla é uma comuna francesa na região administrativa de Occitânia, no departamento de Ariège.